# Piletocera micralis
Piletocera micralis là một loài bướm đêm trong họ Crambidae.